# Angrebsborg
En angrebsborg eller modborg var en type borg, der blev i middelalderen for at modvirke magten hos en fjendtlig nabo eller som en belejringsborg, det vil sige en befæstet base, hvorfra man kunne iværksætte angreb mod en nærliggende fjendtlig borg.
I Danmark er der et eksempel på Grimstrup Voldsted på Lolland, hvor der er bygget tre modborge.

## Formål
Inden for borgforskning og i overensstemmelse med middelalderlig brug betegner en modborg en type borg, som blev opført for at sikre en lokal herremands krav på magt eller for at belejre og erobre rivaliserende herskeres besiddelser. I sådanne tilfælde omtales den også som en belejringsborg. Disse begreber anvendes dog ikke ensartet af forskere. Normalt skelnes der mellem modborge og belejringsborge. Når denne sondring foretages, henviser en belejringsborg til en borg bygget nær fjendens borg, inden for rækkevidde af blider og katapulter, og som kunne fungere som støttepunkt, spærring, tilflugtssted ved modangreb, kaserne og batteriplads for kastemaskiner.
En modborg beskriver typisk en borg, der blev opført i større afstand fra fjendens befæstninger. Den understøttede ikke en umiddelbar belejring, men blev bygget som base i et område præget af rivaliserende magt for at forhindre fjendtlig ekspansion og kontrol.
Belejringsborge kendes kun fra senmiddelalderen og frem. De blev som regel opført som midlertidige befæstninger af træ og jord, placeret overfor den borg, man ønskede at indtage, og inden for synsvidde og skudvidde. Herfra blev målet bombarderet.
Nogle gange blev der kun etableret en blideposition i stedet for en egentlig borg i sten eller træ. Et gunstigt sted i terrænet blev jævnet og let befæstet, hvorfra den fjendtlige borg kunne beskydes med kastemaskiner uden stor risiko. En sådan position kan stadig ses ca. 430 meter nordøst for og over Burg Thurant ved floden Mosel i Tyskland.
Blider blev taget i brug til belejring fra begyndelsen af 1200-tallet. Store katapultlignende våben havde en rækkevidde på omkring 400–500 meter. Kun velhavende lensherrer havde råd til at finansiere så store og kostbare belejringsmaskiner eller endda opførelsen af en modborg.
Kun sjældent havde angriberne tid og ressourcer til at bygge deres fæstning i sten. Sjældne eksempler er Château de Ramstein i Frankrig, Burg Rauschenberg ved Mermuth i Hunsrück og Burg Trutzeltz i Tyskland. Den sidstnævnte blev opført under Eltz-fejden som modborg til Burg Eltz. Rauschenburg blev også opført i forbindelse med Eltz-fejden som modborg mod slottene Ehrenburg, Waldeck og Schöneck.
I de fleste kendte tilfælde blev belejringsborgene forladt efter kampene og gik i forfald. Nogle gange blev modborgen overdraget til den tidligere belejrede borgs herre som del af en fredsaftale eller givet som len – som f.eks. med Burg Trutzeltz. I sjældne tilfælde blev sådanne strukturer – hvis erobringen lykkedes – udvidet til selvstændige borge. Eksempler herpå er Hohenfels og Schadeck Castle ved Runkel på Lahn.
De få bevarede modborge eller belejringsborge i sten bærer ofte præg af ringere håndværksmæssig udførelse. For at fremskynde opførelsen blev der eksempelvis blandet ler i kalkmørtlen. Disse fæstninger er i dag ofte i dårlig stand og kræver omhyggelig restaurering for at blive sikret.
Videnskabelig forskning har først for alvor beskæftiget sig med modborge og belejringsborge siden slutningen af 1900-tallet. Efter at forskere som Joachim Zeune i 1980’erne og 1990’erne fokuserede mere på symbolikken i middelalderlig befæstningsarkitektur, begyndte senere forskning at revurdere de tidligere etablerede teser. Som led i den nye interesse for funktionelle og militære aspekter af middelalderborge blev modborgen igen et centralt emne i militærhistorisk forskning.

## Tidlige normanniske besættelsesborge i England
Normannernes erobring af England var resultatet af en langvarig forberedelse og regnes generelt for en af de mest bemærkelsesværdige militærstrategiske kampagner i den tidlige højmiddelalder. Normannerne angreb øen netop på et tidspunkt, hvor englænderne var optaget af at forsvare sig mod et norsk angreb i nord. Den engelske hær under kong Harold Godvinson formåede at slå vikingerne tilbage, men var nu udmattet og måtte kæmpe mod omkring 7.000 veludrustede normanniske krigere.
Under invasionen blev der opført talrige simple "besættelsesborge", hvoraf den første var ved Pevensey, på det sted hvor Vilhelm Erobrerens hær gik i land. Ud over motter blev der bygget cirkulære volde med palisader, og ældre keltiske eller angelsaksiske befæstninger blev genaktiveret. De trækomponenter, der udgjorde disse jord- og træborge, var i nogle tilfælde blevet forberedt på kontinentet og blev senere samlet på stedet. Dette muliggjorde en hurtig etablering af et tæt netværk af militære støttepunkter, hvoraf nogle senere blev omdannet til stenhuse eller egentlige borge.
Disse borge kan ses på det berømte Bayeux-tapetet. Der vises endda tønder, hvori angriberne transporterede søm til opførelsen af fæstninger på den anden side af Den Engelske Kanal.